# Gold Collection (Bonnie Tyler)
Bonnie Tyler 1990-ben megjelent francia kiadású válogatásalbuma remixekkel.

## Az kiadványról
Első példánya 1990-ben jelent meg Collection Gold - 15 Titres Originaux címmel a francia CBS gondozásában. A 15 dalt tartalmazó lemezen csak a nyolcvanas években megjelent három Columbia kiadású albumának nagy slágerei kerültek fel illetve két B oldalas dal. A dalok közül több exteded verzióban, remixelve vagy teljes album verzióban hallható. Ez az első olyan CD és kazetta kiadvány amely tartalmazott a korábban bakelitlemezeken megjelenő daltól eltérő változatot vagy remixet.
Felcsendül többek között a Holding Out for a Hero (Club Mix) és a Save Up All Your Tears (The London Mix) és az If You Were a Woman extended verziója.
Később 1993-ban ismét kiadta a Columbia Franciaországban és Hollandiában a Colelction Gold lemezsorozat tagjaként. Egyedül a borítót változtatták meg. Harmadik féle kiadása 1997-ben került kiadásra szintén a francia Gold széria keretein belül ismét egy harmadik fajta borítóval. A lemezt a Sony Music francia leányvállalata a Versailles adta ki.

## Dalok
| #  | Dalcím                                                                   | Zeneszerző            | Producer        | Hossz |
| -- | ------------------------------------------------------------------------ | --------------------- | --------------- | ----- |
| 1  | Holding Out for a Hero (Dance Version – Jellybeam Remix)                 | Jim Steinman          | Jim Steinman    | 6:21  |
| 2  | The Best                                                                 | Holly Knight          | Desmond Child   | 4:16  |
| 3  | If You Were a Woman (Extended Version)                                   | Desmond Child         | Jim Steinman    | 4:43  |
| 4  | Band Of Gold (Long Version)                                              | R. Dunbar / E. Wayne  | Jim Steinman    | 5:50  |
| 5  | Have You Ever Seen the Rain?                                             | John Fogerty          | Jim Steinman    | 4:04  |
| 6  | Hide Your Heart                                                          | Desmond Child         | Desmond Child   | 4:25  |
| 7  | Take Me Back                                                             | Billy Cross           | Jim Steinman    | 5:20  |
| 8  | No Way To Treat A Lady (Radio Version)                                   | Bryan Adams           | Jim Steinman    | 4:23  |
| 9  | Here She Comes (Radio Edit)                                              | Giorgio Moroder       | Giorgio Moroder | 3:22  |
| 10 | Save Up All Your Tears (London Mix)                                      | Desmond Child         | Desmond Child   | 4:04  |
| 11 | Time *                                                                   | P. Hopkins / B. Tyler | P. Oxendale     | 3:37  |
| 12 | Straight From The Heart                                                  | Bryan Adams           | Jim Steinman    | 3:41  |
| 13 | Gonna Get Better *                                                       | P. Hopkins / B. Tyler | P. Oxendale     | 3:26  |
| 14 | Loving You’s a Dirty Job (But Somebody’s Gotta Do It) (Extended Version) | Jim Steinman          | Jim Steinman    | 7:28  |
| 15 | Tears (feat. Frankie Miller)                                             | Frankie Miller        | Jim Steinman    | 3:48  |